# Venta de Carpio
Santa Cruz Venta de Carpio es un sector urbano, con la categoría de barrio, en el norte del municipio de Ecatepec de Morelos, Estado de México. En sus entornos se encuentran las autopistas México-Pirámides y México-Pachuca.  Junto a este pueblo se ubica la Central de Abastos de Ecatepec.
Por su parte, el pequeño Fraccionamiento Venta de Carpio (creado alrededor de 1967) es uno de los 181 fraccionamientos del municipio de Ecatepec.  Mide aproximadamente un kilómetro de longitud y está delimitado por la antigua carretera México-Pachuca y por la autopista México-Pirámides.  Próximamente una buena parte de las casas del fraccionamiento serán demolidas para dar lugar a un puente vehicular que conectará con la autopista Siervo de la Nación, que enlazará la Avenida Central con el Aeropuerto Internacional Felipe Ángeles.  Limita al oeste con la colonia La Guadalupana; al norte, con Santa María Chiconautla, y al sureste, con la Colonia del Sol.  En sus inmediaciones se encuentra la terminal Central de Abastos de las líneas 1 y 4 del Mexibús, que cubren las rutas Ojo de Agua-Ciudad Azteca y UMB-Indios Verdes, respectivamente.  
En Venta de Carpio es donde inician dos vialidades muy importantes de Ecatepec y del noreste de la zona metropolitana de la Ciudad de México, estas avenidas son: 
- La Vía José María Morelos (en el tramo denominado Avenida Nacional): que comunica hacia Martín Carrera e Indios Verdes, en el norte de la Ciudad de México.  Asimismo, el Fraccionamiento Venta de Carpio tiene como lindero a la carretera federal 85, que comunica a la capital del país con Nuevo Laredo.  Es una de las obras de infraestructura más importantes desde 1925.
- La Avenida Carlos Hank González (Av. Central), que comunica desde Ecatepec a Xochimilco, recibiendo diferentes nombres en el trayecto el Eje Troncal Metropolitano: Av. Central, Av. 608, Av. Oceanía, Av. Francisco del Paso y Troncoso, Av. Cinco, Av. Arneses, Av. Carlota Armero, Av. Armada de México, Av. Cafetales, Av. Muyuguarda.  Esta arteria pasa por el Mexipuerto y la estación Ciudad Azteca de la línea B del Metro.

Por aquí pasó el papa Francisco en su trayecto hacia el fraccionamiento Las Américas, donde ofició misa el domingo 14 de febrero del 2016.